# Cim4.0
Competence Industry Manufacturing 4.0 (CIM4.0) è uno degli otto centri di competenza ad alta specializzazione riconosciuti dal Ministero delle Imprese e del Made in Italy. Ha sede a Torino ed è focalizzato su industria 4.0 e manifattura additiva.

## Storia
CIM4.0 è stato fondato nel 2018 su iniziativa del Politecnico di Torino e dell’Università degli Studi di Torino, con il supporto del MISE (oggi MIMIT), nell’ambito del Piano Nazionale Industria 4.0. Nel settembre 2021 ha ricevuto la visita del ministro Giancarlo Giorgetti. È stato il primo centro industriale italiano dotato di tecnologia 5G.

## Attività
Il centro opera a Torino e Cuneo ed è specializzato nella diffusione delle tecnologie dell’Industria 4.0. Le sue attività si concentrano in particolare sulla manifattura additiva, applicata soprattutto ai metalli, e sull’intelligenza artificiale per l’ottimizzazione dei processi produttivi. Accanto a questi ambiti, sviluppa iniziative sulla digitalizzazione industriale, promuove programmi di formazione specialistica, sostiene progetti di innovazione congiunti tra imprese e istituzioni di ricerca ed eroga formazione.

## Soci
Tra i soci figurano il Politecnico di Torino, l’Università di Torino, la Camera di Commercio di Torino e diverse imprese industriali e tecnologiche, tra cui Stellantis, Leonardo, Avio Aero, Siemens, Reply, Iren, TIM e Michelin e Intesa Sanpaolo.